# Silvana Armenulić
Silvana Armenulić (* 18. Mai 1939 in Doboj, Königreich Jugoslawien als Zilha Bajraktarević; † 10. Oktober 1976 in Kolari, SR Serbien, SFR Jugoslawien) war eine jugoslawische Folk-Sängerin.
Ihre Gesangskarriere begann schon früh und nachdem sie in ihrer bosnischen Heimat einen gewissen Bekanntheitsgrad erreicht hatte, zog sie nach Belgrad. Sie änderte ihren Vornamen in Anlehnung an die Schauspielerin Silvana Mangano und heiratete den Tennisspieler Radmilo Armenulić.
Ihre Karriere entwickelte sich rasch und sie gehörte bald zu den kommerziell erfolgreichsten Sängerinnen Jugoslawiens. Ihre Lieder, wie „Moj dilbere“ („Mein Geliebter“) und „Noćas mi srce pati“ („Heute Nacht leidet mein Herz“) erlangten landesweite Bekanntheit. Ihr Repertoire bestand sowohl aus zeitgenössischer Folkmusik als auch traditioneller Sevdalinka-Musik. Anfang der 1970er Jahre spielte sie in mehreren Spiel- und Fernsehfilmen mit.
Silvana Armenulić starb bei einem Verkehrsunfall zusammen mit ihrer Schwester Mirsada (Mirjana) Bajraktarević.